# واش‌شورانی
واش‌شورانی (به مجاری:  Vassurány) یک سکونتگاه مسکونی در مجارستان است که در واش واقع شده‌است.

## خصوصیات
واش‌شورانی ۱۰٫۰۹ کیلومترمربع مساحت و ۸۳۷ نفر جمعیت دارد.